# Wilde Bühne

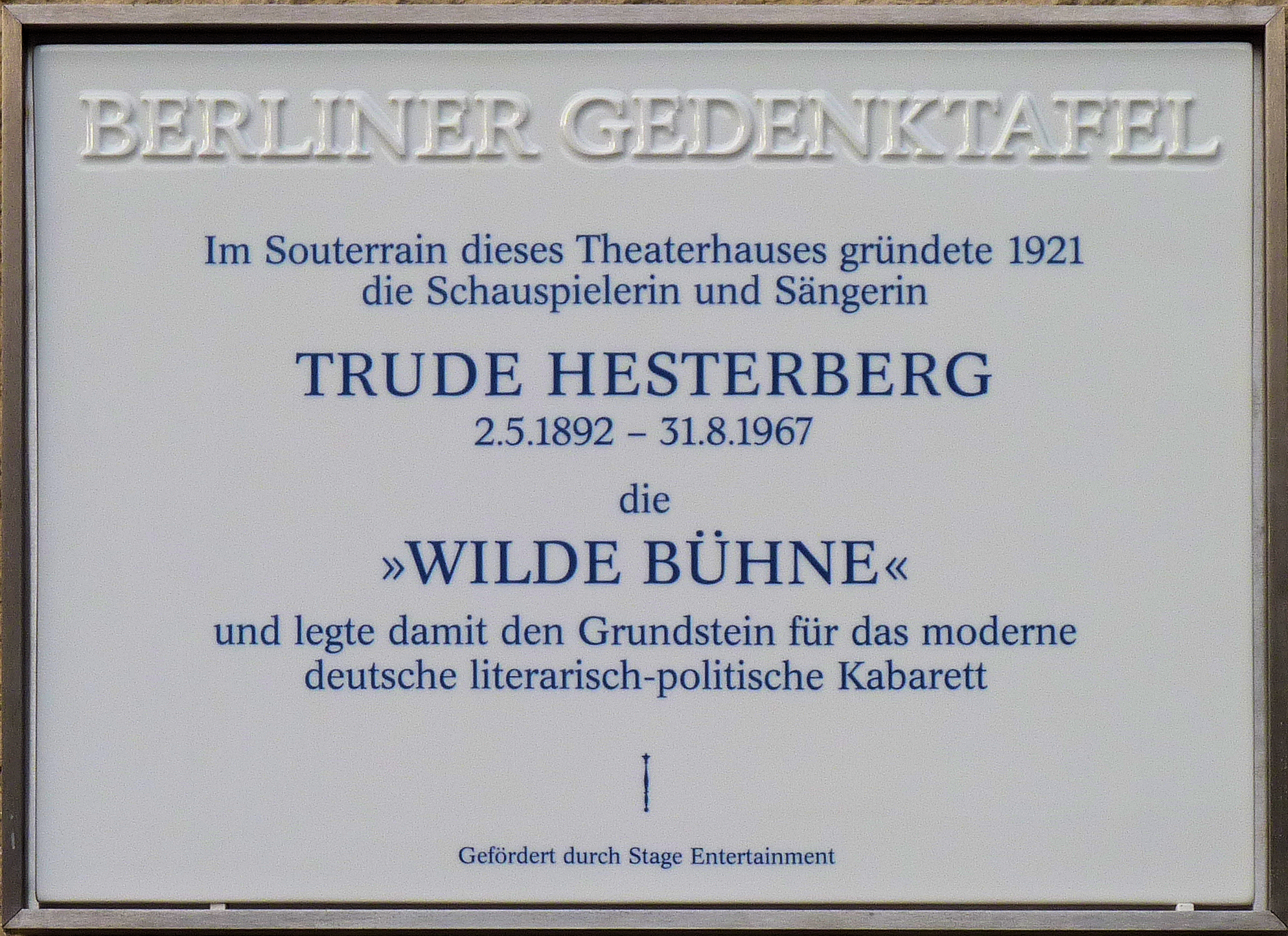
Plaque commémorative

Le Wilde Bühne (Scène sauvage) est un cabaret berlinois fondé en 1921 par Trude Hesterberg qui fut le fondement du cabaret politico-littéraire allemand moderne.
Bertolt Brecht s'y produisit brièvement en 1922.